# Dastanbek Toktosunov
Dastanbek Toktosunov (Kochkor-Ata, 2 de septiembre de 2002) es un futbolista kirguís que juega en la demarcación de extremo para el FC Neftchi Kochkor-Ata de la Liga de fútbol de Kirguistán.

## Selección nacional
Hizo su debut con la selección absoluta de Kirguistán el 12 de octubre de 2023 contra Baréin en un partido amistoso que finalizó con un resultado de 2-0 a favor del combinado bareiní tras los goles de Mohamed Abdulwahab y Abdullah Al-Hashash.

## Clubes
| Club                   | País       | Año       | Partidos | Goles |
| ---------------------- | ---------- | --------- | -------- | ----- |
| FC Kaganat             | Kirguistán | 2020-2022 | 5        | 1     |
| FC Neftchi Kochkor-Ata | Kirguistán | 2023-     | 23       | 7     |